# Maratus pardus
Maratus pardus ist eine Pfauenspinnenart, die 2014 beschrieben wurde. Exemplare dieser Art wurden erstmals im Oktober 1994 im Cape-Le-Grand-Nationalpark in Western Australia entdeckt. 2013 wurden einige Exemplare im Nationalpark gefangen und 2014 als neue Art beschrieben.

## Merkmale
Das Männchen von Maratus pardus hat arttypische orange Punkte auf dem aufklappbaren Fächer auf dem Hinterleib, die die Beschreiber an einen Leoparden erinnerten. Das lateinische Wort pardus stammt vom Altgriechischen πάρδος (pardos) ab und bedeutet auf Deutsch Leopard. Maratus pardus gleicht am stärksten der Art Maratus volans und gehört deshalb in die gleiche Gruppe. Mit dieser Art haben die Männchen folgendes gemeinsam: Sie haben markante gelbe Streifen auf den Seitenfächern. Sie tragen einen Saum aus weißen Haaren um die gesamte Platte des Hinterleibes. Die Borsten, die Farbe und Musterung der Beinbehaarung inklusive des dritten Laufbeinpaares sind identisch. Ebenso sehen die Struktur, Position und Färbung der Pedipalpen gleich aus. Der Unterschied in der Färbung besteht in den zentralen Punkten auf der Hinterleibsplatte, wo bei M. volans ebenfalls Streifen vorhanden sind. Ebenso fehlt es den Männchen von M. pardus an den Streifen auf dem Carapax.
Bei Weibchen können einige dorsale Punkte zur Unterscheidung dieser Art von anderen Pfauenspinnen verwendet werden. Dieses Merkmal variiert allerdings bereits innerhalb der Art stark. Weibchen von M. volans haben ein dunkles Prosoma mit hellen, klar abgetrennten Streifen auf den Seiten. Das Prosoma von M. pardus ist oberhalb dunkelgrau gemustert und auf der Seite hellgrau gemustert ohne scharfe Begrenzungslinie.